# Équipe du Sénégal féminine de basket-ball à la Coupe du monde 2018
L'Équipe du Sénégal féminine de basket-ball participe à la coupe du monde de 2018 organisée en Espagne du 22 au 30 septembre 2018. Qualifiée en tant que finaliste de l'AfroBasket 2017, elle affronte les États-Unis, la Lettonie et la Chine au premier tour. Grâce à sa victoire sur la Lettonie, la première d'une nation africaine en poules de coupe du monde, elle se qualifie pour les barrages, où elle s'incline face au pays-hôte.

## Qualification
Le Sénégal se qualifie pour la coupe du monde 2018 en tant que finaliste du Championnat d’Afrique 2017.
En tant que vainqueur de l'édition précédente, les Lionnes sont automatiquement qualifiées pour l'AfroBasket 2017. Au premier tour de la compétition, elles terminent deuxièmes du groupe B, avec une seule défaite, face au Nigeria (54-58). Au tour final, elles battent successivement le Cameroun (71-58) et le Mozambique (72-52), avant de tomber en finale face au Nigeria (65-48).

## Préparation

### Stages de préparation
La préparation commence par un premier stage qui s'ouvre le vendredi 17 août à Dakar, avec un groupe élargi de 24 joueuses. Lors de ce stage, les Lionnes affrontent notamment l'équipe masculine de l'AS Bopp Basket Club, qu'elles battent 55-53, et une sélection de jeunes de Thiès.
La préparation se poursuit avec un stage en France à partir du 6 septembre, avec un groupe réduit à 16 joueuses. Le 9 septembre, elles s'inclinent face à Tarbes (57-55). Elles participent ensuite au tournoi d'Antibes.

### Tournoi d'Antibes
Le Sénégal participe au tournoi d'Antibes, du 15 au 17 septembre, une semaine avant le début de la coupe du monde. Les sénégalaises perdent leurs trois matchs. Le tournoi est remporté par les États-Unis, futur adversaire du Sénégal.
Lors du premier match face à la France, vice-championne d'Europe, les Lionnes ont mené à la mi-temps (37-32) et à la fin du troisième quart-temps (48-45), mais une grosse baisse de régime en fin de match les contraint à la défaite (67-54).
Le lendemain, elles s'inclinent lourdement face aux américaines (109-58) qu'elles affronteront au premier tour de la coupe du monde.
Lors du dernier match, le Canada bat le Sénégal (75-56).

#### Résultats
| 15 septembre 2018 19h00 (UTC+2) | Rapport | France                                            | 67-54                    | Sénégal                                              |  | Azur Arena, Antibes |
| 15 septembre 2018 19h00 (UTC+2) | Rapport | Score par quart-temps : 15-22, 17-15, 13-11, 22-6 |                          |                                                      |  | Azur Arena, Antibes |
| 15 septembre 2018 19h00 (UTC+2) | Rapport | Score par mi-temps : 32-37, 35-17                 |                          |                                                      |  | Azur Arena, Antibes |
| 15 septembre 2018 19h00 (UTC+2) | Rapport | Héléna Ciak 11 Sandrine Gruda 7 Sarah Michel 4    | Points Rebonds Passes d. | Astou Traoré 17 Mame-Marie Sy-Diop 7 Bintou Marizy 8 |  | Azur Arena, Antibes |

| 16 septembre 2018 16h30 (UTC+2) | Rapport | Sénégal                                              | 58-109                   | États-Unis                                            |  | Azur Arena, Antibes |
| 16 septembre 2018 16h30 (UTC+2) | Rapport | Score par quart-temps : 13-27, 14-29, 15-20, 16-33   |                          |                                                       |  | Azur Arena, Antibes |
| 16 septembre 2018 16h30 (UTC+2) | Rapport | Score par mi-temps : 27-56, 31-53                    |                          |                                                       |  | Azur Arena, Antibes |
| 16 septembre 2018 16h30 (UTC+2) | Rapport | Oumoul Khairy Sarr 22 Astou Traoré 6 Bintou Marizy 8 | Points Rebonds Passes d. | A'ja Wilson 22 Layshia Clarendon 8 Napheesa Collier 9 |  | Azur Arena, Antibes |

| 17 septembre 2018 18h00 (UTC+2) | Rapport | Canada                                               | 75-56                    | Sénégal                                              |  | Azur Arena, Antibes |
| 17 septembre 2018 18h00 (UTC+2) | Rapport | Score par quart-temps : 21-14, 21-11, 12-17, 21-14   |                          |                                                      |  | Azur Arena, Antibes |
| 17 septembre 2018 18h00 (UTC+2) | Rapport | Score par mi-temps : 42-25, 33-31                    |                          |                                                      |  | Azur Arena, Antibes |
| 17 septembre 2018 18h00 (UTC+2) | Rapport | Amric Fields 12 Miranda Ayim 8 Miah-Marie Langlois 7 | Points Rebonds Passes d. | Bintou Marizy 10 Aicha Sidibe 6 Oumoul Khairy Sarr 4 |  | Azur Arena, Antibes |

#### Classement
| Classement |            |     |   |   |     |     |      |
|            | Équipe     | Pts | G | P | PP  | PC  | Diff |
| 1          | États-Unis | 6   | 3 | 0 | 270 | 186 | +84  |
| 2          | France     | 5   | 2 | 1 | 199 | 199 | +0   |
| 3          | Canada     | 4   | 1 | 2 | 211 | 212 | -1   |
| 4          | Sénégal    | 3   | 0 | 3 | 168 | 251 | -83  |

| 15 septembre | États-Unis | 84 | 68  | Canada     |
| 15 septembre | France     | 67 | 54  | Sénégal    |
| 16 septembre | Sénégal    | 58 | 109 | États-Unis |
| 16 septembre | France     | 72 | 68  | Canada     |
| 17 septembre | Canada     | 75 | 56  | Sénégal    |
| 17 septembre | France     | 60 | 77  | États-Unis |

Légende : Pts : nombre de points (victoire 2 points, défaite 1 point) ; G : nombre de matches gagnés ; P : nombre de matches perdus ; PP : nombre de points marqués ; PC : nombre de points encaissés ; Diff. : différence de points.

## Compétition

### Tirage au sort
Le tirage au sort de la Coupe du monde a lieu le mardi 6 février 2018 au Théâtre Leal à San Cristóbal de La Laguna.
Avant le tirage, les seize équipes qualifiées sont réparties dans quatre chapeaux. Le Sénégal, 17e au classement FIBA, est placé dans le chapeau 4.
Le tirage au sort place les Lionnes dans le groupe D, en compagnie des États-Unis (1re au classement FIBA), de la Chine (10e) et de la Lettonie (27e).

### Effectif
Le sélectionneur Cheikh Sarr a dévoilé une première liste de 24 joueuses le 27 juillet 2018. Il réduit cette liste à 19 joueuses le 21 août puis à 16 joueuses le 4 septembre. La liste finale comprend 12 joueuses. Les dernières joueuses écartées sont Ndeye Fall, Ndèye Sène, Oumou Kalsoum Touré et Aïda Fall.
| Numéro | Joueuse             | Poste       | Naissance                  | Taille | Club(s) 2018-2019     |
| ------ | ------------------- | ----------- | -------------------------- | ------ | --------------------- |
| 1      | Ndeye Khady Dieng   | Arrière     | 1er décembre 1994 (23 ans) | 1,78 m |                       |
| 4      | Oumoul Khairy Thiam | Arrière     | 3 février 1990 (28 ans)    | 1,79 m | Quinta dos Lombos     |
| 6      | Oumoul Khairy Sarr  | Pivot       | 25 janvier 1984 (34 ans)   | 1,90 m |                       |
| 7      | Bintou Marizy       | Meneur      | 1er février 1984 (34 ans)  | 1,67 m |                       |
| 8      | Mame Diodio Diouf   | Meneur      | 15 décembre 1984 (33 ans)  | 1,74 m |                       |
| 10     | Astou Traoré        | Ailier fort | 30 avril 1981 (37 ans)     | 1,86 m |                       |
| 11     | Maïmouna Diarra     | Pivot       | 30 janvier 1991 (27 ans)   | 1,98 m | Sans club             |
| 12     | Mame-Marie Sy-Diop  | Pivot       | 25 mars 1985 (33 ans)      | 1,88 m |                       |
| 24     | Yacine Diop         | Ailier      | 18 juin 1995 (23 ans)      | 1,78 m |                       |
| 35     | Aminata Fall        | Pivot       | 13 août 1991 (27 ans)      | 1,93 m |                       |
| 77     | Ndeye Fatou Ndiaye  | Arrière     | 21 juillet 1994 (24 ans)   | 1,80 m | Dakar Université Club |
| 84     | Aicha Sidibe        | Pivot       | 3 décembre 1995 (22 ans)   | 1,85 m |                       |

### Premier tour

#### Déroulement
Pour son premier match, le Sénégal s'incline logiquement face aux États-Unis, doubles tenants du titre (67-87). Malgré l'écart de 20 points, le résultat est considéré comme encourageant, une semaine après une très lourde défaite (109-58) contre les mêmes américaines lors du tournoi d'Antibes. Il s'agit du plus faible écart pour l'entrée en lice des Etats-Unis dans un Mondial depuis 1998.
Les Sénégalaises battent ensuite la Lettonie d'un point (70-69) et deviennent les premières africaines à remporter un match de poule d'un mondial.
Malgré la défaite contre la Chine (75-66) lors du dernier match de poule, les Sénégalaises terminent à la troisième place du groupe D et se qualifient pour les barrages où elles affronteront l'Espagne, deuxième du groupe C.

#### Résultats
| 22 septembre 2018 18h00 (UTC+2) | Rapport | États-Unis                                                                                             | 87-67                               | Sénégal                                                                          |  | Pabellón Municipal de Deportes Quico Cabrera (es) Santa Cruz de Tenerife Affluence : 1 450 Arbitres : Jasmina Juras Yu Jung Nicolas Fernandes |
| 22 septembre 2018 18h00 (UTC+2) | Rapport | Score par quart-temps : 18-17, 27-14, 20-17, 22-19                                                     |                                     |                                                                                  |  | Pabellón Municipal de Deportes Quico Cabrera (es) Santa Cruz de Tenerife Affluence : 1 450 Arbitres : Jasmina Juras Yu Jung Nicolas Fernandes |
| 22 septembre 2018 18h00 (UTC+2) | Rapport | Score par mi-temps : 45-31, 42-36                                                                      |                                     |                                                                                  |  | Pabellón Municipal de Deportes Quico Cabrera (es) Santa Cruz de Tenerife Affluence : 1 450 Arbitres : Jasmina Juras Yu Jung Nicolas Fernandes |
| 22 septembre 2018 18h00 (UTC+2) | Rapport | Elena Delle Donne 19 Breanna Stewart, Delle Donne, Tina Charles 6 Diana Taurasi 7 Elena Delle Donne 26 | Points Rebonds Passes d. Évaluation | Oumoul Khairy Sarr 18 Mame-Marie Sy-Diop 8 Bintou Marizy 4 Oumoul Khairy Sarr 16 |  | Pabellón Municipal de Deportes Quico Cabrera (es) Santa Cruz de Tenerife Affluence : 1 450 Arbitres : Jasmina Juras Yu Jung Nicolas Fernandes |

| 23 septembre 2018 14h00 (UTC+2) | Rapport | Sénégal                                                          | 70-69                               | Lettonie                                                                       |  | Tenerife Sports Pavilion Santiago Martin (en) San Cristóbal de La Laguna |
| 23 septembre 2018 14h00 (UTC+2) | Rapport | Score par quart-temps : 15-19, 13-10, 22-23, 20-17               |                                     |                                                                                |  | Tenerife Sports Pavilion Santiago Martin (en) San Cristóbal de La Laguna |
| 23 septembre 2018 14h00 (UTC+2) | Rapport | Score par mi-temps : 28-29, 42-40                                |                                     |                                                                                |  | Tenerife Sports Pavilion Santiago Martin (en) San Cristóbal de La Laguna |
| 23 septembre 2018 14h00 (UTC+2) | Rapport | Astou Traoré 19 Maïmouna Diarra 11 Astou Traoré 4 Yacine Diop 20 | Points Rebonds Passes d. Évaluation | Kristine Vitola 14 Anete Steinberga 15 Elena Dikaioulaku 5 Anete Steinberga 18 |  | Tenerife Sports Pavilion Santiago Martin (en) San Cristóbal de La Laguna |

| 25 septembre 2018 14h00 (UTC+2) | Rapport | Sénégal                                                      | 66-75                               | Chine                                         |  | Tenerife Sports Pavilion Santiago Martin (en) San Cristóbal de La Laguna Arbitres : Manuel Mazzoni Harja Jaladri Maj Forsberg |
| 25 septembre 2018 14h00 (UTC+2) | Rapport | Score par quart-temps : 8-10, 11-20, 28-22, 19-23            |                                     |                                               |  | Tenerife Sports Pavilion Santiago Martin (en) San Cristóbal de La Laguna Arbitres : Manuel Mazzoni Harja Jaladri Maj Forsberg |
| 25 septembre 2018 14h00 (UTC+2) | Rapport | Score par mi-temps : 19-30, 47-45                            |                                     |                                               |  | Tenerife Sports Pavilion Santiago Martin (en) San Cristóbal de La Laguna Arbitres : Manuel Mazzoni Harja Jaladri Maj Forsberg |
| 25 septembre 2018 14h00 (UTC+2) | Rapport | Astou Traoré 21 Yacine Diop 7 Bintou Diémé 7 Astou Traoré 13 | Points Rebonds Passes d. Évaluation | Meng Li 15 Yueru Li 11 Yuan Li 7 Ting Shao 15 |  | Tenerife Sports Pavilion Santiago Martin (en) San Cristóbal de La Laguna Arbitres : Manuel Mazzoni Harja Jaladri Maj Forsberg |

#### Classement
| Groupe D |            |     |   |   |     |     |      |     |
|          | Équipe     | Pts | G | P | PP  | PC  | Diff | Dép |
| 1        | États-Unis | 6   | 3 | 0 | 289 | 231 | +58  |     |
| 2        | Chine      | 5   | 2 | 1 | 227 | 227 | +0   |     |
| 3        | Sénégal    | 4   | 1 | 2 | 203 | 231 | -28  |     |
| 4        | Lettonie   | 3   | 0 | 3 | 206 | 236 | -30  |     |

| 22 septembre | Lettonie   | 61 | 64  | Chine      |
| 22 septembre | États-Unis | 87 | 67  | Sénégal    |
| 23 septembre | Sénégal    | 70 | 69  | Lettonie   |
| 23 septembre | Chine      | 88 | 100 | États-Unis |
| 25 septembre | Sénégal    | 66 | 75  | Chine      |
| 25 septembre | Lettonie   | 76 | 102 | États-Unis |

Légende : Pts : nombre de points (victoire 2 points, défaite 1 point) ; G : nombre de matches gagnés ; P : nombre de matches perdus ; PP : nombre de points marqués ; PC : nombre de points encaissés ; Diff. : différence de points ; Dép départage particulier en cas d'égalité ; en gras les équipes qualifiées, sur fond jaune pour la qualification directe en quart de finale, sur fond gris pour la poursuite en barrages ; en rouge et italique celle éliminée.

### Tableau final
En match de barrage pour la qualification pour les quarts de finale, les Sénégalaises affrontent l'Espagne, championne d'Europe et vice-championne du monde en titre. Les lionnes accrochent le pays-hôte pendant une mi-temps, en menant jusqu'à la fin du 2e quart-temps (34-34). La situation est plus compliquée au retour de la pause, avec ne baisse d'efficacité. Le Sénégal ne marque que 14 points dans la seconde moitié du match et s'incline finalement 63-48.
| 26 septembre 2018 (UTC+2) |                                                                 | Espagne                             | 63-48                                                                               | Sénégal |  | Tenerife Sports Pavilion Santiago Martin (en) San Cristóbal de La Laguna Affluence : 3 142 Arbitres : Julio Anaya Natalia Cuello Yener Yılmaz |
| 26 septembre 2018 (UTC+2) | Score par quart-temps : 17-18, 17-16, 12-6, 17-8                |                                     |                                                                                     |         |  | Tenerife Sports Pavilion Santiago Martin (en) San Cristóbal de La Laguna Affluence : 3 142 Arbitres : Julio Anaya Natalia Cuello Yener Yılmaz |
| 26 septembre 2018 (UTC+2) | Score par mi-temps : 34-34, 29-14                               |                                     |                                                                                     |         |  | Tenerife Sports Pavilion Santiago Martin (en) San Cristóbal de La Laguna Affluence : 3 142 Arbitres : Julio Anaya Natalia Cuello Yener Yılmaz |
| 26 septembre 2018 (UTC+2) | Astou Ndour 14 Laura Nicholls 13 Laia Palau 4 Laura Nicholls 18 | Points Rebonds Passes d. Évaluation | Oumoul Khairy Thiam 10 Maïmouna Diarra 7 Mame Diodio Diouf 3 Oumoul Khairy Thiam 12 |         |  | Tenerife Sports Pavilion Santiago Martin (en) San Cristóbal de La Laguna Affluence : 3 142 Arbitres : Julio Anaya Natalia Cuello Yener Yılmaz |